# Conrad Schnitzler
Conrad Schnitzler (17 maart 1937, Düsseldorf- 4 augustus 2011 Berlijn) was een Duits musicus. Hij was een belangrijke, hoewel enigszins teruggetrokken, figuur in de Europese muziek sinds het eind van de jaren zestig. Hij heeft vooral  bijgedragen aan de krautrock en elektronische muziek.
Schnitzler had onder andere gestudeerd bij Joseph Beuys. Op het eind van de jaren zestig was hij een van de stichtende leden van Tangerine Dream, en verscheen op het debuutalbum Electronic meditation in 1970. Later zou hij bij een andere elektronische krautrockband, Kluster, verschijnen op de eerste albums, in 1971 verliet hij de groep voor een solocarrière. Hij hield zich de daaropvolgende decennia bezig met het experimenteren met analoge en elektronische technieken en geluiden, resulterend in bijvoorbeeld het album Minced valves. Er verschenen talloze opnames op platen en cassettes, vaak op kleine obscure platenlabels. Op het eind van de jaren 90 begon hij zelfs met het verspreiden van zijn muziek via zelf geproduceerde cd-r.